# L'Olivera (barri)
L'Olivera (popularment s'Olivera; sovint mal anomenat l'Oliverar) és un barri de la ciutat de Mallorca situat al districte nord. Limita a llevant amb Son Oliva per les vies del tren de Sóller, a nord amb Son Hugo per la via de Cintura, a ponent amb els barris de Son Pardo pel camí Roig i del Camp Redó per la carretera de Sóller, i a sud amb el barri de la Plaça de Toros pels carrers de Son Ferragut, Hiroshima, Arxiduc Lluís Salvador i Ignasi Ferretjans.
Es tracta d'un barri força heterogeni, que procedeix de les terres de diverses possessions i que s'ha urbanitzat en diverses tongades. A grans trets, el barri està delimitat per dalt pel camí Roig i per baix pel camí de Son Ferragut, avui parcialment estroncat. Les terres al nord del carrer d'Emília Sureda feien part de la possessió de Son Ferragut, les que es troben entre els carrers d'Emília Sureda i de Josep Melià feien part de la de Son Gelabert i les que es troben entre el carrer de Josep Melià i la carretera de Sóller eren part de la possessió de l'Olivera, de la qual el barri pren el nom. Solament es conserven les cases de Son Ferragut, entre la via de Cintura i les vies del tren; les cases de Son Gelabert estaven situades a la confluència dels carrers de Son Gelabert, de Pompeu Fabra i de Joan Bonet, i les esbucaren l'any 2005 (actualment només en resta una alzina, al parc situat al lloc que ocupaven); les cases de l'Olivera estaven situades entre els carrers del Roser i de l'Olivera. La part nord del barri i la part adjacent al camí Roig s'urbanitzaren com a barri d'estiuada juntament amb Son Pardo; la part central del barri s'ha urbanitzat a partir de 2005 i la part de llevant roman encara sense construir.
A la part de llevant del barri hi ha un institut d'educació secundària, l'IES Joan Maria Tomàs. A l'illeta compresa entre els carrers de Salvador Allende, de l'Olivera i de Son Ferragut es trobava la Fàbrica Espanyola de Metal·lúrgia i Utillatge (FEMU), instal·lada el 1922 i desmantellada l'any 2006.
El 2018 tenia 3446 habitants.